# Can Seva (Taradell)
Can Seva és una obra de Taradell (Osona) protegida com a Bé Cultural d'Interès Local.

## Descripció
Casa de planta rectangular, amb planta baixa i pis i coberta a dues aigües amb carener paral·lel a la façana principal. Aquesta última té tres eixos de composició vertical: l'eix central i un dels laterals presenta finestres rectangulars amb llinda i brancals de pedra escairada amb un petit ampit; l'altre eix lateral presenta finestres d'arc pla de factura més moderna i sense emmarcament. El portal, centrat, és d'arc de mig punt adovellat amb grans blocs de pedra regulars i ben escairats, amb la inscripció “MIQUEL SOBREVIA 1622”, dins una orla en la clau de l'arc. Remata la façana un ràfec acabat amb una imbricació de teules ceràmiques i rajols.
A la façana lateral hi ha diverses obertures d'arc a nivell, essent una d'elles l'entrada al garatge. A la part posterior hi ha un habitatge modern que ha estat construït en el lloc d'un antic cobert.
El parament de la casa és arrebossat.